# 도이 도시마스

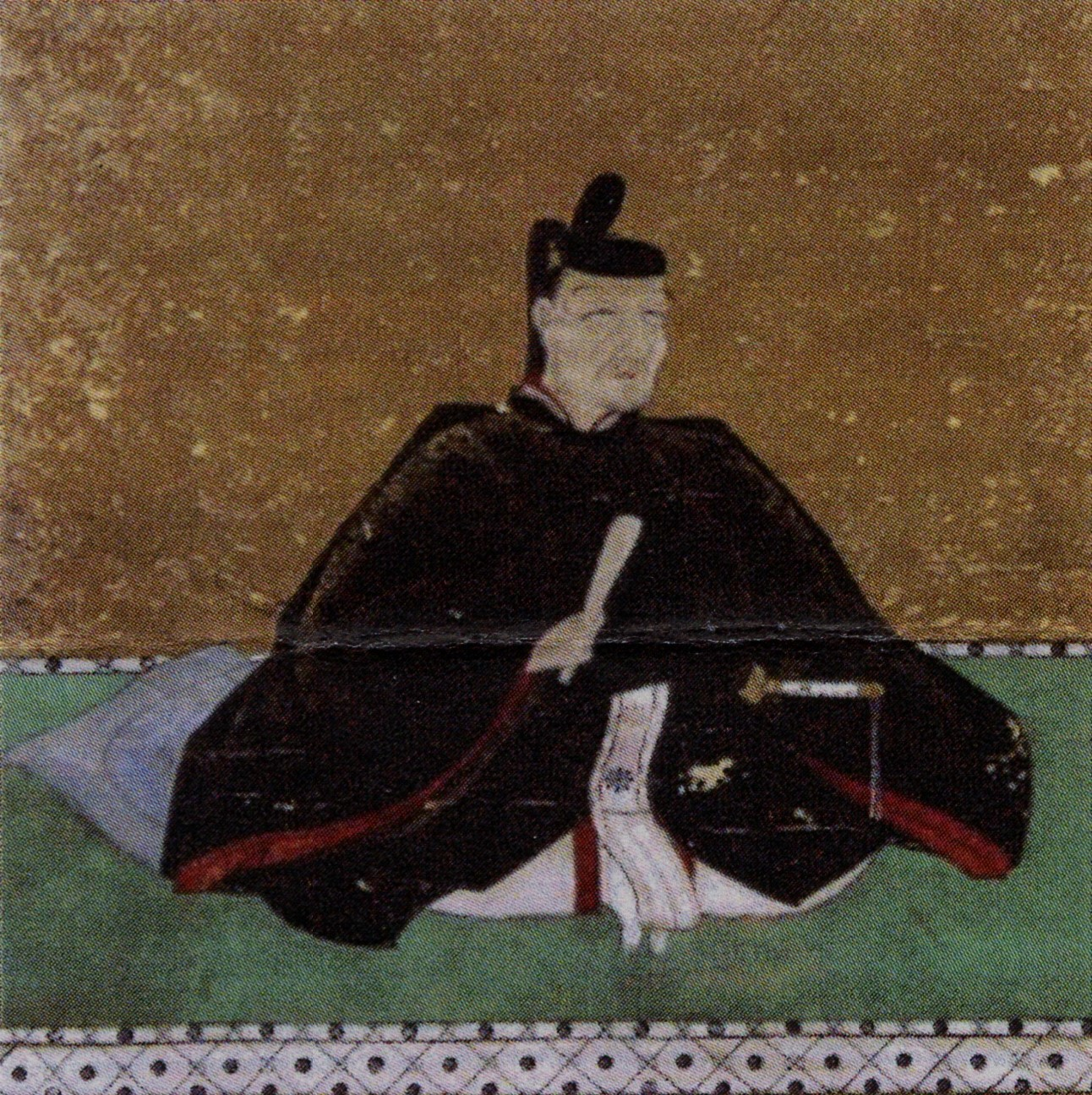
도이 도시마스

도이 도시마스(일본어: 土井利益, 1650년 ~ 1713년)는 에도 시대 전기부터 중기까지의 후다이 다이묘이다. 히타치 시모쓰마번주, 시모사 고가번 제5대 번주, 시마 도바번주, 히젠 가라쓰번 초대 번주를 지냈다. 도이 종가 제5대 당주.
조부는 에도 막부 다이로 도이 도시카쓰이다. 고가 번주 도이 도시타카의 차남으로 태어났다. 시모쓰마번주 시절 고가 선대 번주이자 동생인 도시히사가 10세의 나이로 요절하여 종가영지를 상속받았다.
| 전임 막부령(마쓰다이라 사다쓰나) | 시모쓰마번 번주 (도이가) 1658년 ~ 1675년 | 후임 이노우에 마사나가 |

| 전임 도이 도시히사 | 제5대 고가번 번주 (도이가) 1675년 ~ 1681년 | 후임 홋타 마사토시 |

| 전임 막부령(나이토 다다카쓰) | 도바번 번주 (도이가) 1681년 ~ 1691년 | 후임 마쓰다이라 노리사토 |

| 전임 마쓰다이라 노리사토 | 제1대 가라쓰번 번주 (도이가) 1691년 ~ 1713년 | 후임 도이 도시자네 |